# Петренко, Сергей Анатольевич (хоккеист)
Сергей Анатольевич Петренко (род. 10 сентября 1968, Харьков) — советский и российский хоккеист. Заслуженный мастер спорта СССР (1992), олимпийский чемпион (1992), чемпион мира (1993), двукратный чемпион СССР (1990; 1991), чемпион СНГ (1992), чемпион России (1993), обладатель кубка Межнациональной Хоккейной Лиги (1996), кубка Тампере (1991; 1992), кубка Лугано (1991), кубка Балтики (1999). Амплуа — нападающий.

## Биография
Родился 10 сентября 1968 года в Харькове в рабочей семье — отец водитель «скорой помощи», мать — медсестра в детской поликлинике.
Хоккеем начал заниматься в детской секции при Харьковском областном высшем училище физической культуры. В 1985 году был зачислен в хоккейный клуб «Динамо» (Харьков), выступавший в первой лиге СССР. За клуб Петренко провёл 44 игры и забросил 8 шайб. Игра хоккеиста произвела хорошее впечатление на специалистов, и сезон 1987 года он начал уже в команде мастеров московского «Динамо». В первом сезоне чемпионата СССР Сергей Анатольевич провёл 31 матч и забросил 2 шайбы. Молодого и талантливого нападающего сразу же пригласили в молодёжную сборную СССР (U20). На московском чемпионате мира 1988 года в составе сборной С. А. Петренко стал серебряным призёром.
В составе московского «Динамо» стал чемпионом СССР последних двух сезонов (1990 и 1991), а также чемпионом СНГ в 1992 году.
В составе объединенной команды на XVI зимних Олимпийских играх в Альбервиле стал чемпионом, сыграв в турнире 8 матчей и забив 3 шайбы. В 1992 году ему было присвоено звание Заслуженный мастер спорта. В том же 1992 году был приглашён в сборную России. На чемпионате мира в Чехословакии сборная России заняла только пятое место, а Петренко в 6 проведённых матчах забросил одну шайбу. Однако уже на следующем чемпионате мира в Германии Петренко стал чемпионом мира. Всего участвовал в пяти чемпионатах мира (1992, 1993, 1997, 1998 и 1999). В 26 матчах забросил 7 шайб.
В 7-м раунде драфта НХЛ 1993 года был выбран под 168-м номером клубом «Баффало Сейбрз». Два сезона провёл в клубе Американской хоккейной лиги «Рочестер Американс», за который сыграл 81 матч и забил 28 шайб. За «Баффало Сейбрз» сыграл только 14 матчей, сделав 4 голевые передачи. Вернувшись в московское «Динамо», помог клубу взять кубок Межнациональной хоккейной лиги 1996 года. Сезон 1996/1997 годов провёл в чемпионате Швейцарии, выступая в ХК «Давос».
Следующие два сезона Петренко вновь выступал за московское «Динамо», в составе которого в 1998 и 1999 годах участвовал в финалах Евролиги, а также в финале кубка России (1998). В 1999 году перебрался в чешскую Экстралигу, где выступал за клуб «Витковице» (Острава). Сыграв за клуб один сезон и забив в 29 матчах 7 шайб, вернулся в Россию. Отыграв конец сезона 1999/2000 за новокузнецкий «Металлург» и не получив достойного предложения от российских клубов, он уехал в Японию, где выступал за клуб JIHL «N.O.S. Tomakomai» из города Томакомай. После окончания чемпионата японцы решили оставить в команде только одного легионера — Сергея Баутина, и Петренко вернулся в Россию. Выступал за клубы «Северсталь» (Череповец) и «Сибирь» (Новосибирск).
Спортивную карьеру завершил в 2004 году в клубе высшей лиги «Молот-Прикамье». На тренерской работе.
Образование высшее (Белорусский государственный институт физкультуры).
Тренер СДЮШОР «Динамо» им. А. И. Чернышева; главный тренер МХК «Динамо» с 2017 по 2019 год.

## Награды
- Орден Почёта (6 июня 2023) — за высокие спортивные достижения, большой вклад в популяризацию отечественного спорта и активное участие в развитии физической культуры страны[1]